# Hyalinweißer Träuschling
Der Hyalinweiße Träuschling (Stropharia albonitens) ist eine Pilzart aus der Gattung der Träuschlinge (Stropharia).

## Merkmale
Der Hyalinweiße Träuschling hat einen zwei bis vier Zentimeter breiten Hut, in dessen Mitte ein vorstehender, zugespitzter Buckel steht, die Hutoberfläche ist weißlich mit gelblichem Scheitel, die Huthaut ist schmierig und kahl. Am Hutrand finden sich häufig anhängende Velumreste. Am weißen, drei bis acht Zentimeter langen und drei bis sieben Millimeter starken Stiel befindet sich ein schwacher, vergänglicher Ring. Unterhalb des Stieles ist der Stiel flockig-zottig. Die gedrängt stehenden, fast bauchig angewachsenen Lamellen sind reif dunkel purpurbraun mit hellerer Schneide.

## Ökologie
Der als saprobiontischer Bodenbewohner lebende Hyalinweiße Träuschling wächst auf Wiesen und Weiden, außerdem in Erlenmischwäldern und der Nähe von Erlen in anderen Waldtypen, meist an feuchten Stellen. Die Fruchtkörper erscheinen in Mitteleuropa im Spätsommer und Herbst.

## Verbreitung
Der Hyalinweiße Träuschling kommt in Nordamerika und Europa vor. In Europa wird er in Frankreich, Großbritannien, der Schweiz, Liechtenstein, Österreich, Deutschland, Estland und Fennoskandinavien gefunden, in Norwegen nordwärts bis über den Polarkreis hinaus. In Deutschland kommt die Art selten vor.

## Bedeutung
Der Hyalinweiße Träuschling ist kein Speisepilz.